# Solieria lepida
Solieria lepida är en tvåvingeart som först beskrevs av Wulp 1890.  Solieria lepida ingår i släktet Solieria och familjen parasitflugor. Inga underarter finns listade i Catalogue of Life.